# Kwas pantotenowy
Kwas pantotenowy – organiczny związek chemiczny, bardzo rozpowszechniony w świecie roślinnym i zwierzęcym (cząstka pan oznacza „wszystko”, „wszech-”, a pantotenowy to inaczej „wszechobecny”). Jest on niezbędny dla każdej żywej komórki, ale w stanie wolnym rzadko występuje w przyrodzie. Chemicznie kwas pantotenowy jest amidem kwasu pantoinowego i β-alaniny.

## Kwas pantotenowy jako witamina B5
Kwas pantotenowy czasami jest błędnie utożsamiany z witaminą B5 (ATC: A 11 HA 31). W rzeczywistości witamina B5 to mieszanina następujących związków chemicznych:
- kwasu pantotenowego,
- panteiny (pochodnej kwasu pantotenowego),
- pantenolu (należącego do grupy alkoholi, nie występującego w przyrodzie, ale aktywnego biologicznie w stosunku do ludzi i zwierząt),
- koenzymu A (aktywnej biologicznie formy kwasu pantotenowego).

Po wchłonięciu kwas pantotenowy ulega następującym przemianom:
- fosforylacja – odpowiednie kinazy tworzą kwas fosfopantotenowy
- przyłączenie cysteiny, powstaje pantotenylocysteina
- dekarboksylacja przyłączonej cysteiny – powstaje fosfopantoteina.

Następnie fosfopantoteina może wziąć udział w dwóch różnych przemianach:
- reakcja z ATP (z ufosforylowaną rybozą w pozycji trzeciej), który jest tutaj donorem nukleotydu – adenozyno-3,5-difosforanu; w efekcie powstaje koenzym A;
- reakcja prowadząca do wytworzenia ACP (białkowy nośnik grup acylowych (ang. Acyl Carrier Protein)).

Rola w organizmie – niezbędna do prawidłowego metabolizmu białek, cukrów i tłuszczów oraz do syntezy niektórych hormonów, przyspiesza gojenie ran, warunkuje prawidłowy przebieg procesu uwalniania energii, zapobiega przemęczeniu i usprawnia układ sercowo-naczyniowy, nerwowy i pokarmowy, bierze udział w wytwarzaniu tłuszczów, cholesterolu, hormonów i przekaźników nerwowych, uczestniczy w regeneracji tkanek, poprawia pigmentację i stan włosów.
Skutki niedoboru – zaburzenia układu nerwowego, trudności z nauką, nadmierna drażliwość, omdlenia, depresje, utrata koordynacji, bóle i sztywność w stawach, uczucie odrętwienia, mrowienia i skurcze w ramionach i nogach, niepewny chód, wypadanie włosów, przedwczesna siwizna, łysienie, zmiany skórne, uczucie pieczenia, kłopoty ze wzrokiem, pęknięcia skóry w kącikach ust i oczu, zaburzenia układu trawiennego, utrata apetytu, obstrukcja, niestrawność, przemęczenie, podatność na zakażenia, złe gojenie się ran, częste infekcje górnych dróg oddechowych, zaburzenia układu sercowo-naczyniowego, przyspieszenie czynności serca.
Skutki nadmiaru – nie jest toksyczna, ale nadmiar może powodować biegunki.
Źródła witaminy – wątróbka, otręby pszenne, ryby (np. śledzie, makrele, pstrągi), grzyby, mleko pełne, mięso kurczaka, mleczko pszczele, pestki słonecznika, sery, orzechy, jajka, owoce awokado, pomarańcze, ziemniaki, brokuły, ciemny ryż, melony, pełnoziarnisty chleb, soja, masło orzechowe, banany, yerba mate.
Zapotrzebowanie – około 7 mg na dobę.